# Ruth Teitelbaum

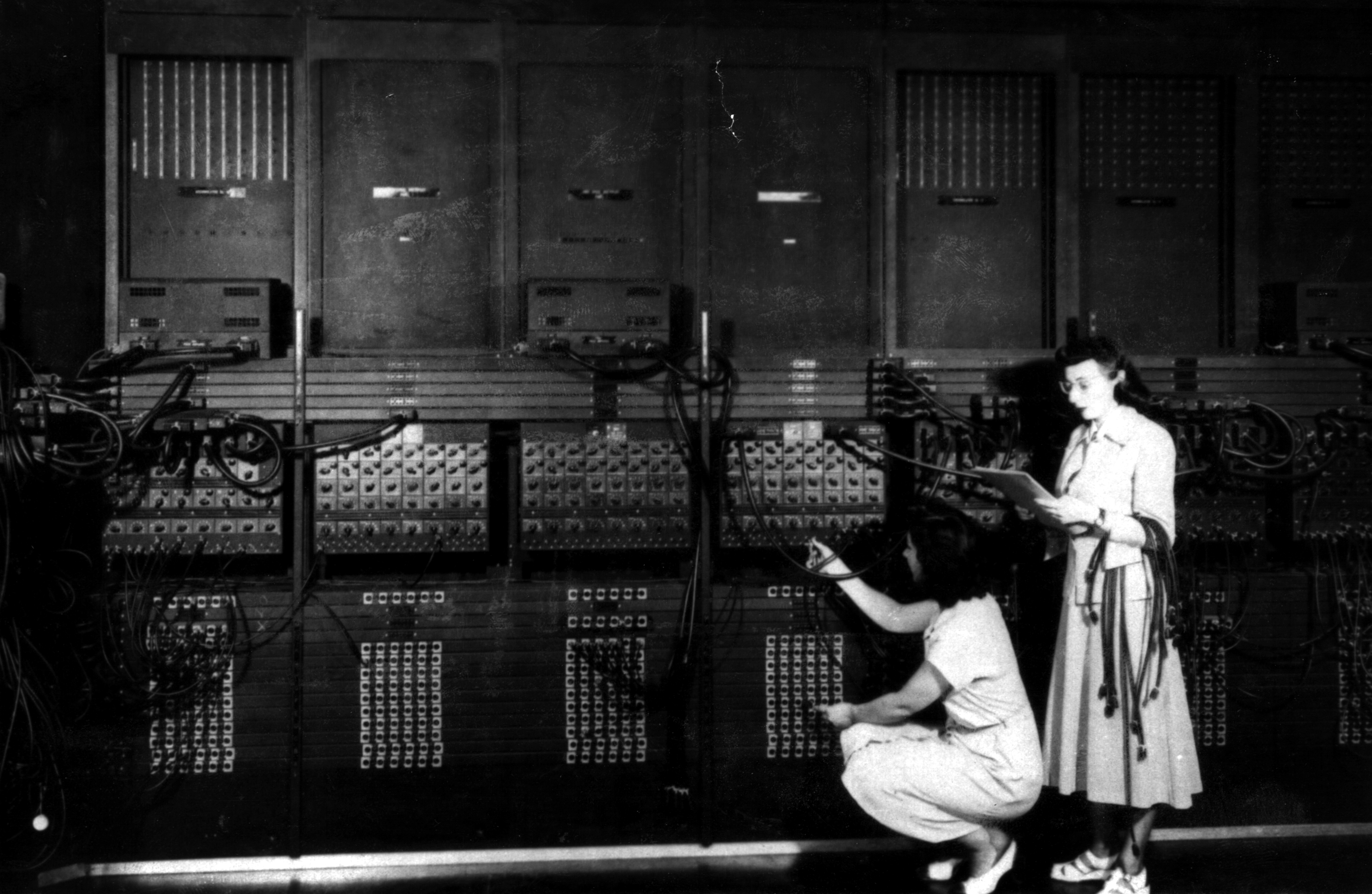
ENIAC-Programmiererinnen: links Ruth Lichterman (Teitelbaum), rechts Marlyn Wescoff

Ruth Teitelbaum (geboren am 1. Februar 1924 in New York City als Ruth Lichterman; gestorben am 9. August 1986 in Dallas) war eine US-amerikanische Informatikerin und eine der Programmiererinnen des Electronic Numerical Integrator and Computer (ENIAC), des ersten universell einsetzbaren elektronischen Digitalrechners, der ab 1942 entwickelt wurde.

## Biografie
Ruth Teitelbaum erlangte am Hunter College den Abschluss B.Sc. in Mathematik. Später wurde Teitelbaum von der Moore School of Electrical Engineering in Philadelphia eingestellt, um ballistische Flugbahnen zu berechnen. Sie wurde neben Kay McNulty, Betty Jennings, Betty Snyder, Marlyn Wescoff und Frances Bilas  als eine der ersten Programmiererinnen für den ENIAC ausgewählt, den die US-Armee finanzierte.
Die bisherige Vorgehensweise, dass als Computer bezeichnete Mitarbeiter mit Papier, Bleistift und Tischrechnern Gleichungen der ballistischen Flugbahnen ausrechneten, erschien zu umständlich. Bei ENIAC wurden die Daten per Lochkarten eingelesen, und die Rechenfunktionen mussten per Kabelverbindungen gesteckt werden, was für Teitelbaum das Lesen von Schaltplänen nötig machte. Teitelbaum wechselte zum ballistischen Forschungslabor Aberdeen Proving Ground in Maryland, wo sie für mehr als zwei Jahre blieb, um die nächste Gruppe der ENIAC-Programmierer anzulernen.
Im Jahr 1948 heiratete sie einen ENIAC-Ingenieur und nahm den Namen Teitelbaum an. Sie starb 1986 in Dallas.